# Georg Schug
Georg Schug (* 8. März 1917 in Straßburg; † 2. August 2007 in Konstanz) war ein deutscher Elektroingenieur. Er war Rektor der Hochschule Konstanz, der heutigen Hochschule Konstanz Technik, Wirtschaft und Gestaltung, von 1971 bis 1977.

## Leben
Nach seinem Schulbesuch in Bamberg wurde er 1935 Stipendiat der Stiftung Maximilianeum. Er studierte an der TU München Elektrotechnik und Nachrichtentechnik und schloss sein Studium 1939 mit Auszeichnung ab. Während der Kriegsjahre war er an der Entwicklung von Radargeräten beteiligt.
Schug war nach dem Ende des Zweiten Weltkrieges einer der ersten Dozenten an der Ingenieurschule Konstanz und wurde 1946 Professor für Elektrische Nachrichtentechnik, insbesondere Übertragungstechnik und Information und Korrelation im Fachbereich Elektrotechnik an der Staatlichen Ingenieurschule Konstanz und blieb es bis zu seiner Pensionierung 1982. Er war Fachbereichsleiter von 1964 bis 1973 und von 1977 bis 1982.
1973 bestimmte der große Senat der Hochschule Konstanz Professor Georg Schug als Nachfolger von Adolf Habermann. Schug war damit nach der mittels der bundeseinheitlichen Regelungen im Hochschulrahmengesetz sowie des Landeshochschulgesetzes 1971 entstanden „Fachhochschule Konstanz (FH)“ (ab 1972: „Hochschule Konstanz“) erster gewählter Rektor der neugeordneten Hochschule. Er hat wesentliche Eckpfeiler für die positive Entwicklung der Konstanzer Hochschule gesetzt. Sein Nachfolger wurde 1977 Prof. Norbert W. Luft.